# Text-appeal
Text-appeal byl typ divadelních představení, která v roce 1957 začali Ivan Vyskočil a Jiří Suchý pořádat v pražské kavárně Reduta. Textappealy měly za cíl udělat dojem a zapůsobit na diváky (tj. apelovat) a přitáhnout je do divadla. Jednalo se o představení podaná ve formě literárního kabaretu, skládající se z písniček, povídek a krátkých scének.